# Valeria Is Getting Married
Valeria Is Getting Married (hebräisch ולריה מתחתנת Valeria mithatenet, dt.: „Valeria heiratet“) ist ein Spielfilm von Michal Vinik aus dem Jahr 2022.
Die internationale Koproduktion zwischen Israel und der Ukraine wurde am 2. September 2022 bei den Internationalen Filmfestspielen von Venedig uraufgeführt.

## Handlung
Christina stammt aus der Ukraine und ist vor einigen Jahren durch eine Partnervermittlung als „Braut auf Bestellung“ nach Israel gelangt. Dort hat sie den einheimischen Makler Michael geheiratet. Im Vergleich zu früher ist Christina mit ihrem neuen Leben zufrieden. Sie verdient ihr eigenes Geld als Angestellte in einem Schönheitssalon und genießt einen komfortablen Lebensstil in Israel. Auch Michael kann sich über das Zusammenleben mit seiner Ehefrau nicht beklagen. Er hat mittlerweile eine eigene kleine Online-Partnervermittlung aufgebaut. Sein Ziel ist es, ukrainische Frauen mit potentiellen israelischen Ehemännern zusammenzubringen.
Als Michaels neueste Kundin aus der Ukraine anreist, laufen die Dinge aber nicht wie geplant. Valeria ist Christinas jüngere Schwester. Sie hat sich von dem Paar unter Hinweis auf deren eigene solide Beziehung und vergleichsweise komfortablen Lebensstil auf Michaels Geschäftsmodell eingelassen. Für sie wurde Eitan ausgewählt. Er ist zwar nicht besonders hübsch, aber dafür ein gutherziger und großzügiger Mann. Valeria und Eitan kennen sich bisher nur von einem Online-Meeting. Als sie sich das erste Mal begegnen, ist Valeria von der Situation überfordert. Sie zögert, der zuvor getroffenen Vereinbarung zuzustimmen und Eitans Verlobte zu werden.
Valeria bringt in der Folge das sensible Gleichgewicht aller involvierten Personen gehörig durcheinander. Michael ist frustriert, da ihm droht, Eitans üppige Vorauszahlung zurückzuerstatten. Eitan wiederum ist von Valerias Ablehnung peinlich berührt, da er von seiner zukünftigen Braut mehr Dankbarkeit erwartet hätte. Seine Familie ist gleichfalls wütend und streitsüchtig. Christina hält sich bedeckt, doch wird mit Valerias Handeln ihre eigene prekäre Stellung als Einwanderin und frühere „Braut auf Bestellung“ enthüllt.

## Veröffentlichung
Die Premiere von Valeria Is Getting Married erfolgte am 2. September 2022 beim Filmfestival von Venedig, wo Viniks Regiearbeit in die Sektion Orizzonti Extra eingeladen wurde. Im selben Monat ist eine Präsentation in der Sektion Contemporary World Cinema des Filmfestivals von Toronto vorgesehen.
Ursprünglich war eine Uraufführung auf dem im Juli 2022 stattfindenden Jerusalem Film Festival geplant. Dort sollte Valeria Is Getting Married im für israelische Spielfilme reservierten Haggiag-Wettbewerb gezeigt werden. Da das renommiertere Filmfestival von Venedig nur Weltpremieren in seiner offiziellen Auswahl akzeptierte, musste Viniks Werk für eine dortige Teilnahme vom israelischen Filmfestival zurückgezogen werden.

## Auszeichnungen
Im Rahmen der Sektion Orizzonti Extra ist Valeria Is Getting Married beim Filmfestival von Venedig für den Publikumspreis nominiert.
Bei Bekanntgabe der Nominierungen für den israelischen Filmpreis Ophir erhielt Valeria Is Getting Married 14 Nominierungen und führt das Favoritenfeld gemeinsam mit Moshe Rosenthals Tragikomödie Karoke an. Neben der Kategorie Bester Film wurden auch Lena Fraifeld (Beste Hauptdarstellerin), Yaakov Zada Daniel (Bester Hauptdarsteller), Avraham Shalom Levi (Bester Nebendarsteller) sowie Michal Vinik für Regie und Drehbuch berücksichtigt. Sollte Valeria Is Getting Married als Bester Film ausgezeichnet werden, vertritt die Produktion automatisch Israel als Kandidat für den besten internationalen Film bei der Oscarverleihung 2023. 
Valeria Is Getting Married lief beim Internationalen Filmfestival Mannheim-Heidelberg 2022 im Wettbewerb "On The Rise" und war somit für den International Newcomer Award nominiert. Der Film gewann in Mannheim-Heidelberg den Preis der Ökumenischen Jury der Filmorganisationen SIGNIS und INTERFILM.